# Nakukymppi

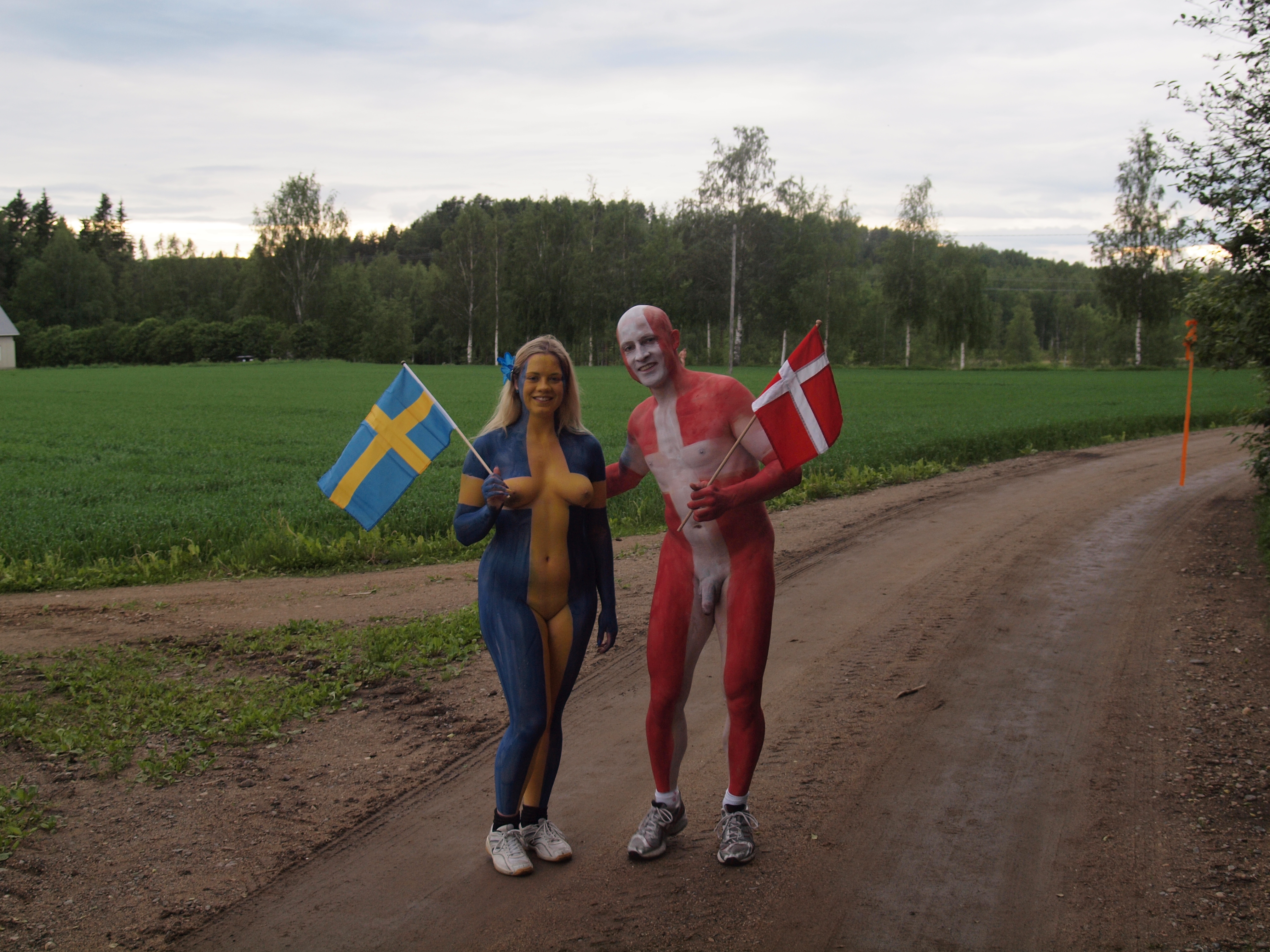
Två deltagare vid Nakukymppi 2014, endast iförda kroppsmålning. Deltagarna är normalt inte målade.

Nakukymppi är ett 10 000-meterslopp i Vesijako i Padasjoki i Finland. Loppet är öppet för både män och kvinnor och hålls årligen veckan före midsommar (år 2017 var det ett maratonlopp). Loppet genomförs av nakna deltagare och har utformats och organiserats av Aarne Heino i samarbete med kommunen.

## Loppet
Deltagarna springer (eller går) 10 kilometer. De är nakna, men får bära skor, strumpor och huvudbonad. Kvinnor tillåts ha sport-behå om de har behov av det. 
Evenenemanget har anordnats varje år sedan 2003. Löpning sker på väg och i skog på skogsvägar. Efter loppet erbjuds deltagarna finsk bastu, restaurang- och öltält med jazzband. Deltagande är gratis. Varje deltagare får ett diplom och de tre snabbaste kvinnorna och männen belönas. Deltagarantalet har årligen ökat. Senare år har nästan 200 löpare deltagit från bland annat Finland, Ryssland, Schweiz, Tyskland och Frankrike. Omkring en fjärdedel av deltagarna är kvinnor.
År 2017 anordnades ett maratonlopp, ”Nakumaratoni”, för första gången. Evenemanget har fått stor internationell uppmärksamhet i massmedia.

## Vinnare

### Nakukymppi
- 2012 - Perttu Mainio och Jaana Pietilä
- 2013 - Markus Karlsson och Anu Mustajoki
- 2015 - Robert Sprinkel och Olga Sokolova
- 2016 - Tomi Halme och Carolin Sunig
- 2018 - Timo Ruohoalho och Elena Scoblina (Ryssland)

### Naku maraton
- 2017 - Janek Oblikas (Estland)